# 古爾 (英國)
古爾（英語：Goole）是英格蘭東約克郡的一個城市和民政教區，在歷史上屬於西約克郡。據2011年英國人口普查，古爾有人口19,518人。2001年時人口有17,600人。當地的地標是一組雙子水塔。